# Study for Life
Study for life est une œuvre musicale pour voix de femme a capella et bande magnétique de la compositrice finlandaise Kaija Saariaho, composée en 1980.

## Composition
L'œuvre est composée en 1980 sur un livret se basant sur le poème de T. S. Eliot, The Hollow Men. Elle est écrite pour la soprano finlandaise Marjatta Airas (fi) et pour bande magnétique. La bande magnétique a été enregistrée par le Studio expérimental de la Radio finlandaise. S'adjoignent à cela des lumières, ainsi que les gestes d'une chanteuse et ceux d'un danseur optionnel. L'œuvre est créée le 10 février 1981 à Helsinki par Marjatta Airas avec une chorégraphie de Pieta Koskenniemi. L'œuvre a été révisée en 2019.

## Analyse
Risto Nieminen rapporte qu'il s'agit là du premier essai d'écriture pour un spectacle de la part de Kaija Saariaho. Lors de la création de son œuvre, cette dernière écrit « La lumière, c'est du verre silencieux, une image vivante avec le paramètre temps ; le crissement du verre, le tintement, le son du verre qui se brise sont des sons de la lumière ».